# Ко жив, ко мртав
Ко жив, ко мртав је ТВ комедија/драма аутора Брајана Фулера о групи црних косаца (енгл. grim reapers) у Сијетлу, Вашингтону, САД. Приче су испричане кроз осамнаестогодишњу Џорџ Лес, која у пилот-епизоди серије умире и постаје косац. Серија је приказивана у САД, Уједињеном Краљевству, Ирској, на средњем истоку, у Латинској Америци, и Јужној Кореји. Снимљене су само две сезоне пре него што је серија прекинута 2004. године.
Црни косци су у серији приказани као саставни део животног циклуса, уклањајући душе из тела људи недуго пре њихове смрти и пратећи их у загробни живот. Серија се бави темом судбине: састанци људи са смрћу се унапред знају; серија такође имплицира да је нечији састанак са смрћу забележен и пре њиховог рођења.

## О серији

### Премиса
Црни косци, овде приказани без традиционалног црног плашта и косе (осим на комичан начин у најавној шпици серије и промотивним материјалима), саставни су део живота и смрти. Тренутак пре нечије смрти, они уклањају душу из њиховог тела и прате их у загробни живот (у серији никад приказан). Сама Смрт (такође никад приказан/приказана) води списак људи који ће ускоро умрети и преко посредника косци шаље пост-ит папириће на којима се налазе њихови иницијали, презиме и време будуће смрти.

### Кратак опис
Џорџија Лес, пасивна и емотивно отуђена од своје породице и превише срамежљива како би искусила живот, након напуштања факултета налази посао у фирми Хепи Тајм; и већ на првој паузи за ручак удара је и убија даска од ВеЦе шоље из орбите која је одатле залутала након деорбитације свемирске станице МИР. (У стварности, МИР је деорбитиран две године пре догађаја у серији.)
Недуго након смрти, обавештена је да ће, уместо да настави у живот после живота, постати црни косац у одељењу за „спољне утицаје“ који покрива незгоде, самоубиства и убиства.
Кроз прву сезону, Џорџ се тешко привикава на новонасталу ситуацију - мора да сакупља душе и да истовремено ради. У другој, углавном се навикла на своју нову улогу у животном циклусу, иако још има неразрешених проблема са својим животом, како пре, тако и после смрти. Џорџина породица се тешко носи са њеном смрћу. Њена мајка, Џој, налази се у стању депресије и потискује то, док је супруг Кленси вара. Њена млађа сестра Реџи почиње да се понаша необично - краде клозетске даске од суседа и у школи и качи их на дрво испред куће. На почетку друге сезоне, породица почиње да се распада разводом родитеља.
Скоро сви главни ликови боре се са депресијом у овом или оном облику; Мејсон пије алкохол и дрогу, Дејзи се понаша неприродно весело, а Рокси је физички и ментално агресивна; Џорџ и Руб су отворенији по питању њиховог лошег стања.

### Место и време радње
Серија је смештена у Вашингтон, и то је наглашено регистарским таблицама, телефонским префиксима, ваздухопловним кодовима и картама, али је упркос томе очигледно да се снимање одвијало у Ванкуверу, Канада; често су видљиве ванкуверске знаменитости и адресе које одговарају стварним ванкуверским. Радња се одвија у времену у којем је серија снимана, почевши од 2003, а с крајем у 2004. години.

## Награде и номинације
- Еми, 2004.
  - Номинација за најбољу драмску музичку подлогу у епизоди (номинован је Стјуарт Копленд за пилот-епизоду.)
  - Номинација за најбоље специјалне ефекте у ТВ серији (номиновани су Џенифер МакЕкхерн, Дејвид Алинсон, Кевин Литл, Адам де Бош Кемпер и Роберт Хаброс за пилот-епизоду.)